# Elachyophtalma insularum
Elachyophtalma insularum är en fjärilsart som beskrevs av Rothschild 1920. Elachyophtalma insularum ingår i släktet Elachyophtalma och familjen silkesspinnare. Inga underarter finns listade i Catalogue of Life.